# Aedia funesta
Aedia funesta is een nachtvlinder uit de familie van de Noctuidae, de uilen. De vlinder komt voor Midden-Europa, Zuid-Europa, Klein-Azië en Iran. Uit Nederland en België is de vlinder niet bekend.
Waardplanten van Aedia funesta zijn haagwinde en akkerwinde.